# Selište (Tomislavgrad, BiH)
Selište je bivše samostalno naselje s područja današnje općine Tomislavgrad, Federacija BiH, BiH.

## Povijest
Za vrijeme socijalističke BiH ovo je naselje pripojeno naselju Kongora.